# Bernāti

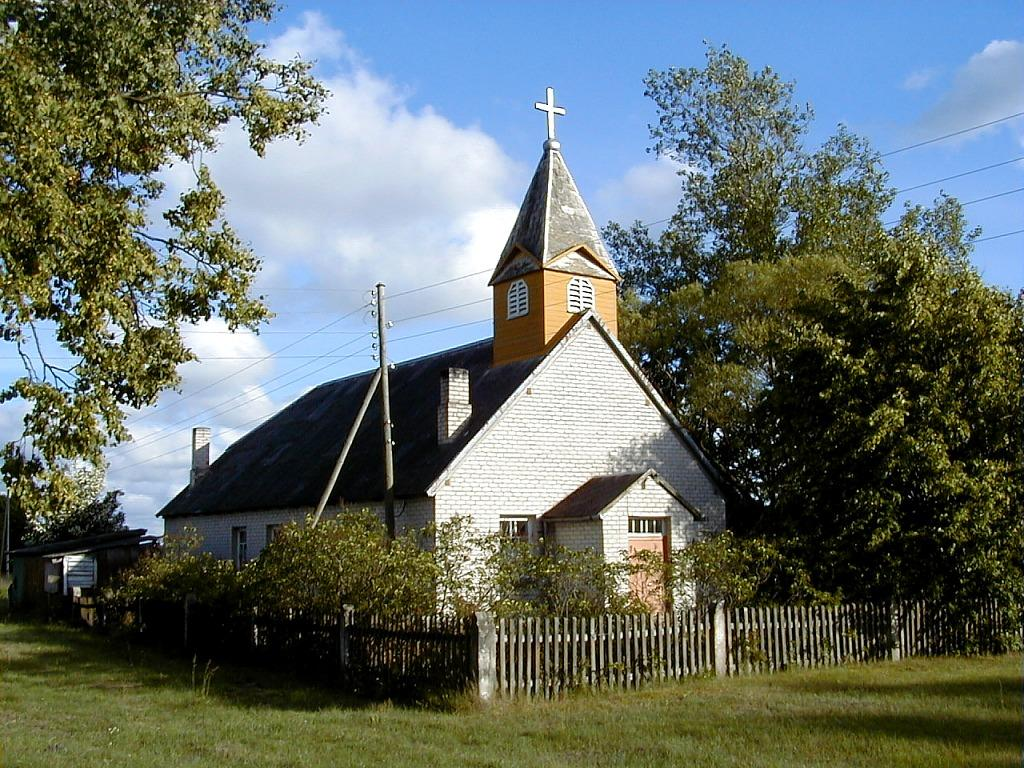
Lutherische Kirche bei Bernāti

Bernāti (deutsch Bernaten) ist eine Siedlung in der Gemeinde Nīca (deutsch Niederbartau) im Bezirk Dienvidkurzeme in Lettland.
Die Siedlung liegt 15 Kilometer südlich von Liepāja (deutsch Libau) an der A11 (Liepāja – Litauische Grenze bei Rucava) (deutsch Tutzau) und der Ostsee. Nīca liegt 5 Kilometer südöstlich von Bernāti. Der Libauer See liegt ca. 6 Kilometer nordöstlich. Es gibt in dem von Sommerfrischlern gut belegtem Ort und der Umgebung ungefähr zehn Gästehäuser und einen Campingplatz. Etwa 1 km nordwestlich von Bernāti befindet sich der Leuchtturm Bernāti. Die bei Bernāti gelegene Lutherische Kirche wurde am 6. Oktober 1918 geweiht.

## Naturpark

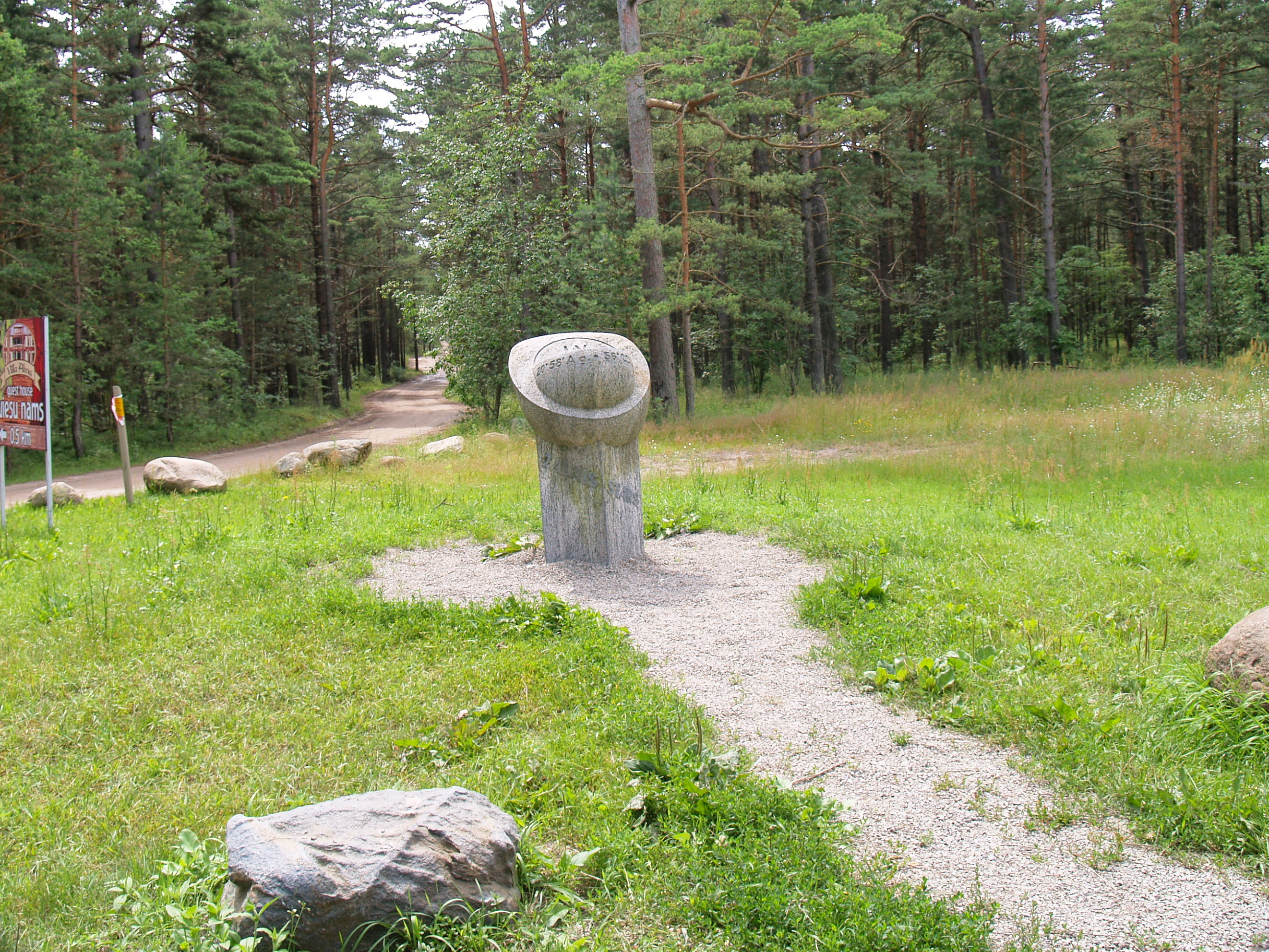
„Zaļais stars“ – westlichster Punkt Lettlands

Neben Bernāti befindet sich ein besonders geschütztes Naturgebiet. Der Bernāti-Naturpark ist ein 794 ha großes Gebiet mit hohen Dünen, auf denen Kiefernwald wächst. Er ist für Wanderer durch gute Wege und viele Treppen an den Dünenhängen erschlossen. Im Naturpark findet man eine der höchsten Dünen Lettlands, die 37 Meter hohe „Pūsēnu kāpa“ (deutsch Buschhügel). Auf dem Territorium des Parks wurde 1998 das Denkmal „Zaļais stars“ (deutsch Grüne Strahlen) des Bildhauers Vilnis Titāns errichtet. Er soll den westlichsten Punkt Lettlands markieren. Auch andere Kunstwerke stehen an exponierten Stellen. Meist sind es mit maritimen Themen gestaltete Findlinge. Dort befindet sich auch ein Gedenkstein für den lettischen Präsidenten Jānis Čakste (1926) mit den eingravierten Worten des Präsidenten: „Te ir jābūt kūrortam“ (deutsch „Hier muss es ein Resort geben!“) vom 27. September 1924. Diese Anregung wurde umgesetzt.